# Rothesay (circonscription du Parlement d'Écosse)
Pour les articles homonymes, voir Rothesay.
Rothesay, dans le Buteshire, était un Burgh royal qui a élu un Commissaire au Parlement d'Écosse et à la Convention des États.
Après les Actes d'Union de 1707, Rothesay, Ayr, Campbeltown, Inveraray et Irvine ont formé le district d'Ayr, envoyant un membre à la Chambre des communes de Grande-Bretagne.

## Liste des commissaires de burgh
- 1661: Adam Stewart [1]
- 1665 convention, 1667 convention: pas de représentation
- 1669-74: John Stewart de Askoge, avocat  [2]
- 1678 convention: Robert Stuart [3]
- 1681-82, 1685-86: Cuthbert Stuart, provost [4]
- 1689 convention, 1689–93: Robert Stewart de Tillicoultry, advocate [5]
- 1693-1701: Robert Stewart, écrivain à Édimbourg [6]
- 1702-07: Dougald Stewart de Blairhall [7]